# Mô hình Black–Scholes
Mô hình Black–Scholes hay Mô hình Black–Scholes–Merton là một mô hình toán học ứng dụng để định giá một số sản phẩm tài chính mà tiêu biểu là quyền chọn kiểu châu Âu. Mô hình được đưa ra bởi Fischer Black và Myron Scholes trong bài báo năm 1973, "The Pricing of Options and Corporate Liabilities", xuất bản trong Journal of Political Economy.

## Công thức Black - Scholes
Công thức Black - Scholes được dùng để định giá quyền chọn châu Âu.
Giá của quyền chọn mua với các tham biến Black - Scholes là:
{\displaystyle C(t,S)=Se^{-\delta (T-t)}N(d_{1})-Ke^{-r(T-t)}N(d_{2})\,}
{\displaystyle d_{1}={\frac {\ln({\frac {S}{K}})+(r-\delta +{\frac {\sigma ^{2}}{2}})(T-t)}{\sigma {\sqrt {T-t}}}}}
{\displaystyle d_{2}=d_{1}-\sigma {\sqrt {T-t}}.}
Giá của quyền chọn bán là:
{\displaystyle P(t,S)=Ke^{-r(T-t)}N(-d_{2})-SN(-d_{1}).\ }
Với:
- N(•) là hàm phân bổ tích lũy của phân phối chuẩn N(0, 1)
- T - t là thời gian còn lại đến kì hạn.
- S là giá giao ngay (spot price) của tài sản gốc.
- K là giá điểm (strike price).
- r là lãi suất không rủi ro.
- {\displaystyle \sigma } là biến động giá của tài sản gốc
- {\displaystyle \delta } cổ tức được trả và tái đầu tư ngay lập tức vào cổ phiếu.

## Phương trình Black Scholes cho quyền chọn kiểu châu Âu
Phương trình Black Scholes là một phương trình đạo hàm riêng trong đó miêu tả sự phụ thuộc của giá một sản phẩm phái sinh theo thời gian và theo sản phẩm sản phẩm nền(underlying asset). Phương trình như sau
{\displaystyle {\frac {\partial V}{\partial t}}(t,S)+rS{\frac {\partial V}{\partial S}}(t,S)+{\frac {1}{2}}{{\sigma }^{2}}{{S}^{2}}{\frac {{{\partial }^{2}}V}{\partial {{S}^{2}}}}(t,S)-rV(t,S)=0} trên miền {\displaystyle S\in \left[0,+\infty \right),t\in \left[0,T\right].}
với ràng buộc payofff của sản phẩm phái sinh tại thời điểm đáo hạn {\displaystyle T} là
{\displaystyle V(T,S)=\Phi (S)}
ví dụ
{\displaystyle \Phi (S)=(S-K)_{+}} khi sản phẩm phái sinh là quyền chọn mua hoặc
{\displaystyle \Phi (S)=(K-S)_{+}} trong trường hợp sản phẩm phái sinh là quyền chọn bán.

## Phương trình Black Scholes cho quyền chọn kiểu châu Mỹ
{\displaystyle \left\{{\begin{aligned}&\min \left({\frac {\partial V}{\partial t}}(t,S)+rS{\frac {\partial V}{\partial S}}(t,S)+{\frac {1}{2}}{{\sigma }^{2}}{{S}^{2}}{\frac {{{\partial }^{2}}V}{\partial {{S}^{2}}}}(t,S)-rV(t,S),V(t,S)-\Phi (S)\right)=0,S\in \left[0,+\infty \right),t\in \left[0,T\right]\\&V(T,S)=\Phi (S)\\\end{aligned}}\right.}